# The Flying Horse

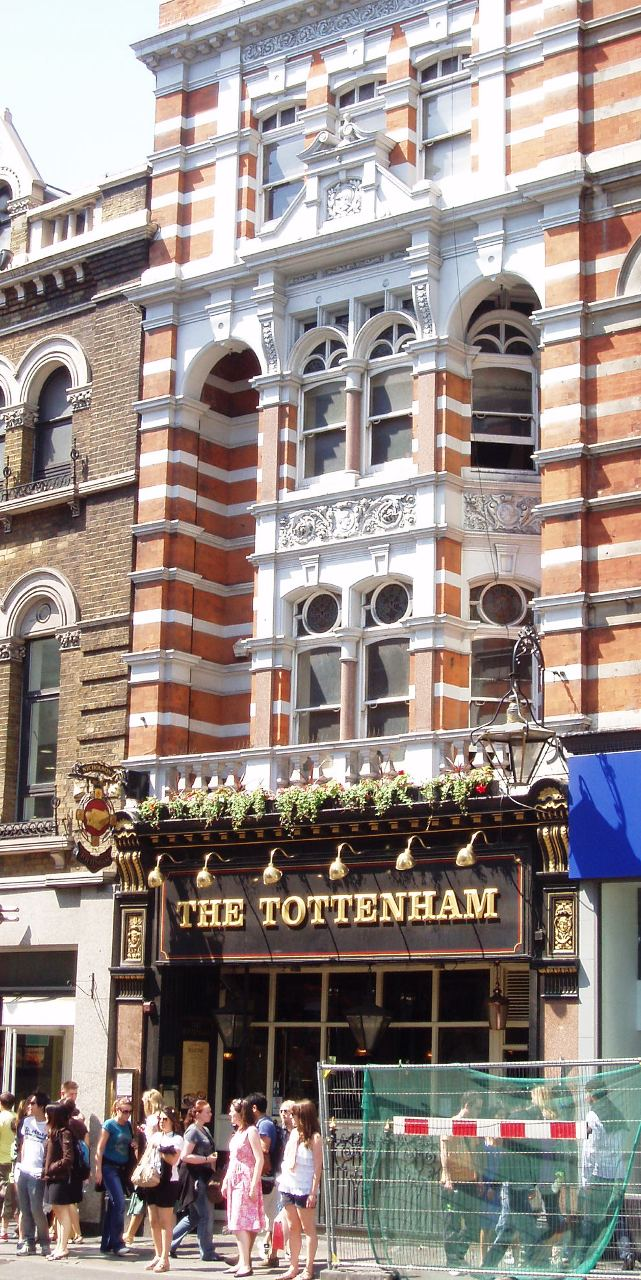
The Tottenham.

The Tottenham é um prédio listado e public house situado na 6 Oxford Street, Fitzrovia, Londres.
Faz parte do Campaign for Real Ale e National Inventory of Historic Pub Interiors. Foi construído no século 19 , sendo o último pub remanescente da Oxford Street.